# Teupitz
Teupitz (lågsorbiska: Tupc) är en småstad i östra Tyskland, belägen i Landkreis Dahme-Spreewald i förbundslandet Brandenburg, 54 kilometer söder om centrala Berlin.  Stadskommunen är administrativ huvudort för kommunförbundet Amt Schenkenländchen, där även staden Märkisch Buchholz och kommunerna Groß Köris, Halbe, Münchehofe och Schwerin ingår.
Staden grundades under medeltiden, vid en äldre slavisk bosättning vid sjön Teupitzer See.  Till ortens största sevärdheter räknas renässansslottet Schloss Teupitz, uppfört på platsen för en medeltida borg.  Slottet är beläget på en ö i sjön och är idag ett hotell.

## Befolkning
| 1875 | 1 400 |
| 1890 | 1 470 |
| 1910 | 3 199 |
| 1925 | 3 019 |
| 1933 | 3 614 |
| 1939 | 3 988 |
| 1946 | 2 622 |
| 1950 | 2 695 |
| 1964 | 2 286 |
| 1971 | 2 126 |

| 1981 | 1 819 |
| 1985 | 1 725 |
| 1989 | 1 649 |
| 1990 | 1 652 |
| 1991 | 1 629 |
| 1992 | 1 658 |
| 1993 | 1 689 |
| 1994 | 1 744 |
| 1995 | 1 733 |
| 1996 | 1 711 |

| 1997 | 1 672 |
| 1998 | 1 794 |
| 1999 | 1 826 |
| 2000 | 1 843 |
| 2001 | 1 891 |
| 2002 | 1 888 |
| 2003 | 1 885 |
| 2004 | 1 887 |
| 2005 | 1 926 |
| 2006 | 1 920 |

| 2007 | 1 890 |
| 2008 | 1 870 |
| 2009 | 1 844 |
| 2010 | 1 831 |
| 2011 | 1 802 |
| 2012 | 1 786 |

Detaljerade källor anges i Wikimedia Commons..

## Kommunikationer
Motorvägen A13 mellan Berlin och Dresden passerar staden, som nås via avfarten Teupitz.  Närmaste järnvägsstation finns i grannorten Gross Köritz, med regionala förbindelser därifrån mot Berlin och Cottbus.